# کریستوبال مارتی
کریستوبال مارتی (انگلیسی: Cristóbal Martí؛ ۲۲ مهٔ ۱۹۰۳ – ۲۸ ژوئیهٔ ۱۹۸۶) بازیکن فوتبال اهل اسپانیا بود.
از باشگاه‌هایی که در آن بازی کرده‌است می‌توان به باشگاه فوتبال اسپانیول، باشگاه فوتبال سابادل، و باشگاه فوتبال بارسلونا اشاره کرد.
وی همچنین در تیم ملی فوتبال اسپانیا بازی کرده‌است.